# Andreas Rothe
Andreas U. Rothe auch unter seinem Pseudonym Andro bekannt (* 25. August 1941; † 22. Dezember 2019 in Capanema (Pará) (Brasilien)) war ein deutscher Lehrer für Neotantra, Heilpraktiker und Autor.

## Leben
Rothe wurde im Zweiten Weltkrieg im deutsch besetzten Südostpolen geboren. Ab Jahresende 1945 verbrachte er seine Kindheit im Naturheilsanatorium in Pforzheim-Würm seines Großvaters mütterlicherseits Wilhelm Silbereisen (1865–1950), deutscher Schmuckfabrikant und Heilpraktiker in Pforzheim. Der Großvater pflegte Umgang mit dem Bildhauer Adolf Sautter und dem Maler  Adolf Hildenbrand. Im Jahre 1906 kamen zehn natur- und kunstbegeisterte Schmuckfabrikanten sowie der Bildhauer Adolf Sautter zu dem Entschluss, oberhalb des Würmtals an einem Hang Grund und Boden zu kaufen, um dort ihre Vorstellungen der Lebensreform und Naturheilkunde zu verwirklichen.
Mit der Zeit entwickelte sich der Berg zu einer Künstler- und schließlich zur Villenkolonie im Schwarzwald.
Andreas Rothe war der Sohn des aus Wachwitz bei Dresden stammenden Curt Rothe (1899–1973). Dieser bekam im Jahre 1938 einen Lehrauftrag für Malerei an der Akademie Krakau. Nach Kriegsende wurde er Professor an der Kunstgewerbeschule in Pforzheim. Seine Mutter war die Künstlerin Lore Rothe geb. Silbereisen (1907–1956). Andreas Rothe besuchte eine Rudolf Steiner Schule. Schon als Jugendlicher nahm er an einer Malklasse teil und stand häufig als Modell für Aktzeichnungen. Nach seinem Abitur verließ er Pforzheim und wurde Fotograf in Berlin. Rothe war Mitbegründer des Kindertheaters „Die Kullerköpfe“. Als freier Mitarbeiter, vor allem im heilpädagogischen Spielplan, war Rothe dort zehn Jahre lang weiterhin tätig. In der Zeit der 68er-Bewegung eröffnete er in Berlin ein alternatives Caféhaus als Szenetreffpunkt. In den 1960er Jahren absolvierte er eine Heilpraktiker-Ausbildung und arbeitete in der Drogenrehabilitierung, u. a. dem „Release 1 Berlin e.V.“,  einem noch aktuell existierenden Drogenrehabilitations-Verein.
Andreas Rothe war der Gründer der ältesten Tantra-Schule in Deutschland, des „Diamond Lotus Tantra“ im Jahre 1976 in Berlin, und ein vehementer Vertreter des roten Tantras.
Rothe bereiste jahrelang Afrika und Asien. Seine tantrischen Studien begann er 1975 in einem Tantrazentrum in der indischen Stadt Khajuraho zu sammeln sowie in Poona bei dem indischen Philosophen Bhagwan Shree Rajneesh (genannt „Osho“). In Bodnat in Nepal setzte er sich mit dem tibetischen Buddhismus auseinander. Es folgten Aufenthalte in Ceylon, in einem kleinen vom Mahayana-Buddhismus geprägten Tempel in Madampe (Puttalam). Schließlich besuchte er in Pakistans Kaschmir, in Zenggenpoche, ein Kloster der Gelug-Tradition. In der Schule des japanischen Zen-Meisters Taisen Deshimaru wurde er zum Zenmönch ordiniert. Im Medical Center (Men-Tsee-Khang) des Dalai Lama in Dharamsala studierte er Akupunktur.
Er entwickelte maßgeblich im Jahre 1978 therapeutische Massageformen, wie die Yin-Yang Massage, die Stereo Massage, die Erotische Massage, die Tantra-Massage, die Tripitaka Massage, die Talana Massage und die Orgon Massage mit.
Durch seine vielfältigen Reisen und Erfahrungen, die ihn zu seinen zum Teil langjährigen Aufenthalten in das arabische Nordafrika, den mittleren Osten und Indien (Türkei, Kurdistan, Afghanistan, Belutschistan, Pakistan, Indien, Ceylon, Nepal, Tibet) führten, lernte er vielfältige Massageformen und Körpertechniken, etwa aus dem byzantinischen (arabische und türkische Hamam-Bädern) und dem asiatischen Kulturraum kennen, was seinen ‚multimodalen Massagetechnikansatz‘ erklärt.
Im Jahre 2004 gründete er den „Tantramassage-Verband“ mit und im Jahre 2006 entstand mit Iris Paul-Feussner die „Tantrische Körperpsychotherapie T.K.P.T.“. Im Jahre 2007 gründete er die brasilianische „Fundacao Andro-Logica“. Auf der Insel Fortaleza, bei São João de Pirabas, führte er mit Michaela Faridéh (* 1967) bis zu seinem Tod regelmäßig Seminare und Workshops durch.
Er starb in einem Krankenhaus im Nordosten Brasiliens.

## Veröffentlichungen (Auswahl)
- Die Imohagen. (1973), Reprint Antinous Verlag, Berlin 2001 ISBN 978-3-924226-16-9.
- Der Olivengarten. Antinous Verlag, Berlin 2004, ISBN 978-3-924226-17-6.
- Kamasutra 2000. Antinous Verlag, Berlin 2004, ISBN 978-3-924226-19-0.
- Pelze züchten am Nordpol. Antinous Verlag, Berlin 2006, ISBN 978-3-9242-2620-6.
- Intim: Ein Roman voller Poesie, Leidenschaft und Ekstase. Christine Janson Verlag, Frankfurt am Main 2015, ISBN 978-3-9392-2978-0.
- Besuch bei einem alten Tantriker. Antinous Verlag, Berlin 2006, ISBN 978-3-9242-2621-3.
- Die Tantramassage nach Andro: Berühre mich. Amantara, Basel 2016, ISBN 978-3-033-05031-0.
- Tantra Yoga: Der Yoga der Liebe.  Amantara, Basel 2013, ISBN 978-3-0330-3858-5.
- Die fünf Tantrika: Das Geheimnis der ewigen Jugend. Amantara, Basel 2018, ISBN 978-3-0330-6915-2.
- Ein Leben – Die zwölf geheimen Rituale der Dhyani-Buddahs und zwei weitere tantrische Rituale. Bohmeier, Johanna, Verlag, 2000, ISBN 978-3-89094-322-0.
- Tantrische Sexualtherapie. Synergia Verlag, Basel/Zürich/Roßdorf 2012, ISBN 978-3-930442-81-2.
- Berühre mich. Anregungen für erotische Massagen. Hans Nietsch Verlag, Freiburg 1998, ISBN 978-3-9294-7519-7.
- Tantrische Sexual-Therapie. Löhrbach Pieper & The Grüne Kraft, Birkenau-Löhrbach 2012, ISBN 978-3-9304-4281-2.
- Tabu. Erotischer Roman. Verlag Christine Janson, Frankfurt am Main 2014, ISBN 978-3-939229-76-6.